# Тит Лукреций Триципитин
Тит Лукреций Триципитин (лат. Titus Lucretius Tricipitinus) — римский политический деятель конца VI века до н. э.
Триципитин происходил из патрицианского рода Лукрециев. Неизвестна его степень родства с консулом-суффектом Спурием Лукрецием Триципитином.
Триципитин был назначен консулом в 508 до н. э. с Публием Валерием Публиколой. В своё консульство он воевал с этрусками, которые напали на Рим под предводительством их царя Ларса Порсенны. Однако Дионисий Галикарнасский помещает вторжение Порсенны в следующем году, а Триципитина называет военачальником римской армии при консулах.
В 504 до н. э. Триципитин назначен второй раз консулом с Публием Валерием Публиколой. Тогда он воевал с сабинами и получил триумф.